# Red Bull RB21
El Red Bull RB21 es un monoplaza de Fórmula 1 construido por Red Bull Racing y diseñado por Pierre Waché para disputar la temporada 2025. Fue manejado inicialmente por el campeón defensor, Max Verstappen, y por Liam Lawson, que debutó en Red Bull en sustitución de Sergio Pérez. A partir del GP de Japón, Yuki Tsunoda reemplaza a Lawson en el segundo asiento.
La decoración del RB21 fue presentada en 18 de febrero de 2025 en The O2 Arena, ubicado en Londres. Es el primer monoplaza desde el Red Bull RB2 que no fue diseñado por Adrian  Newey, quien fue relevado por Pierre Waché en asumir la responsabilidad de diseñar el chasis. Además, el RB21 será el último monoplaza propulsado por motores Honda bajo la marca «RBPT», ya que partir de la temporada 2026, Red Bull y su equipo filial, Racing Bulls, utilizarán motores Red Bull Ford Powertrains.

## Resultados

### Fórmula 1
(Clave) (negrita indica pole position) (cursiva indica vuelta rápida)

| Año   | Motor                   | Neu. | N.º | Pilotos        | 1   | 2   | 3   | 4   | 5   | 6   | 7   | 8   | 9   | 10  | 11  | 12  | 13  | 14  | 15  | 16  | 17  | 18  | 19  | 20  | 21  | 22  | 23  | 24  | Puntos | Pos. |
| ----- | ----------------------- | ---- | --- | -------------- | --- | --- | --- | --- | --- | --- | --- | --- | --- | --- | --- | --- | --- | --- | --- | --- | --- | --- | --- | --- | --- | --- | --- | --- | ------ | ---- |
| 2025* | Honda RBPTH002 V6 Turbo | P    |     |                | AUS | CHN | JPN | BHR | ARA | MIA | EMI | MON | ESP | CAN | AUT | GBR | BEL | HUN | NED | ITA | AZE | SIN | USA | MEX | SÃO | LVG | QAT | ABU | 194    | 4.º  |
| 2025* | Honda RBPTH002 V6 Turbo | P    | 1   | Max Verstappen | 2   | 43  | 1   | 6   | 2   | 4   | 1   | 4   | 10  | 2   | Ret | 5   | 41  | 9   |     |     |     |     |     |     |     |     |     |     | 194    | 4.º  |
| 2025* | Honda RBPTH002 V6 Turbo | P    | 22  | Yuki Tsunoda   |     |     | 12  | 9   | Ret | 106 | 10  | 17  | 13  | 12  | 16  | 15  | 13  | 17  |     |     |     |     |     |     |     |     |     |     | 194    | 4.º  |
| 2025* | Honda RBPTH002 V6 Turbo | P    | 30  | Liam Lawson    | Ret | 12  |     |     |     |     |     |     |     |     |     |     |     |     |     |     |     |     |     |     |     |     |     |     | 194    | 4.º  |

- * Temporada en progreso.